# Ross Martin
Ross Martin, właśc. Martin Rosenblatt (ur. 22 marca 1920 w Gródku, zm. 3 lipca 1981 w Ramona) – amerykański aktor charakterystyczny.

## Życiorys
Urodził się w Gródku w Polsce (obecnie Horodok na Ukrainie) w rodzinie polsko–żydowskiej jako syn Sarah Lerner i Isaka Rosenblattów. Gdy miał zaledwie kilka miesięcy wraz rodzicami wyemigrował do Nowego Jorku. Miał młodszą siostrę Miriam May (ur. 20 czerwca 1924, zm. 9 lutego 2020). Dzieciństwo spędził w Lower East Side na Manhattanie i mówił tylko w jidysz, po polsku i rosyjsku, zanim w wieku pięciu lat zaczął mówić po angielsku. Uczęszczał do City College of New York, gdzie ukończył studia z wyróżnieniem na wydziale marketingu. Później otrzymał stypendium i studiował prawo w National School of Law w Waszyngtonie.
Jako swój zawód wybrał aktorstwo i już jako nastolatek został połową wodewilowego zespołu Ross & West. Od tego momentu rozpoczął karierę w radiu i telewizji, zanim w 1953 zadebiutował na Broadwayu w roli doktora Egelhofera w komedii muzycznej Bena Hechta Hazel Flagg. Po trasie koncertowej w musicalu Faceci i laleczki jako Nathan Detroit, w 1957 powrócił na Broadway, aby zagrać w musicalu Shinbone Alley u boku Earthy Kitt i Eddiego Brackena. 
Od 1949 regularnie występował gościnnie na małym ekranie w serialach telewizyjnych, zanim został obsadzony w roli sierżanta Andre Fodora w dramacie fantastycznonaukowym Podbój kosmosu (Conquest of Space, 1955). Rola przestępcy Garlanda Humphreya „Reda” Lyncha w dreszczowcu neo-noir Blake’a Edwardsa Próba terroru (1962) z Lee Remick przyniosła mu nominację do Złotego Globu dla najlepszego aktora drugoplanowego. Przez cztery sezony od 17 września 1965 do 11 kwietnia 1969 grał rolę Artemusa Gordona w serialu CBS Dziki dziki Zachód (The Wild Wild West), za którą w 1969 był nominowany do nagrody Emmy. W odcinku serialu NBC Najwięksi bohaterowie Biblii (Greatest Heroes of the Bible) – pt. Ofiara Abrahama (Abraham’s Sacrifice, 1979) wystąpił jako Zingar.
17 czerwca 1941 zawarł związek małżeński z Muriel B. Weiss, która zmarła 15 marca 1965 na nowotwór złośliwy. Mieli troje dzieci – syna George’a oraz dwie córki – Phyllis i Rebeccę. 10 września 1967 poślubił Olavee Lucile Parsons.
3 lipca 1981 Martin w wieku 61 lat doznał śmiertelnego zawału serca po grze w tenisa na ranczu tenisowym San Vincente w klubie hrabstwa San Diego w Ramona w Kalifornii. Został przewieziony do szpitala Pomerado w Poway w Kalifornii, ale po przybyciu na miejsce stwierdzono zgon.

## Filmografia

### Filmy
- 1962: Próba terroru jako Garland Humphrey „Red” Lynch
- 1965: Wielki wyścig jako Baron Rolfe von Stuppe

### Seriale
- 1958: Strzały w Dodge City jako Dan Clell / Danny Keppert
- 1959: Peter Gunn jako Sal Matzi
- 1959: One Step Beyond jako Paul Marlin
- 1961: Zorro jako Marcos Estrada
- 1963: Strefa mroku jako porucznik Ted Mason
- 1963: Bonanza jako Nick Biancci
- 1971: Columbo – odc. „Wrobiona w morderstwo” jako Dale Kingston
- 1973: Ironside jako Arthur Damien
- 1974: Barnaby Jones jako
- 1977: Aniołki Charliego jako dr Perine
- 1978: Wonder Woman jako Bernard Havitol
- 1978: Jana z dżungli – głosy
- 1978–1979: Hawaii Five-O jako Tony Alika
- 1980: Statek miłości jako Tom Thorton
- 1981: Mork i Mindy jako Godfrey